# Piper acutifolium
Piper acutifolium är en pepparväxtart som beskrevs av Ruiz & Pav.. Piper acutifolium ingår i släktet Piper och familjen pepparväxter. Inga underarter finns listade i Catalogue of Life.